# Masseret

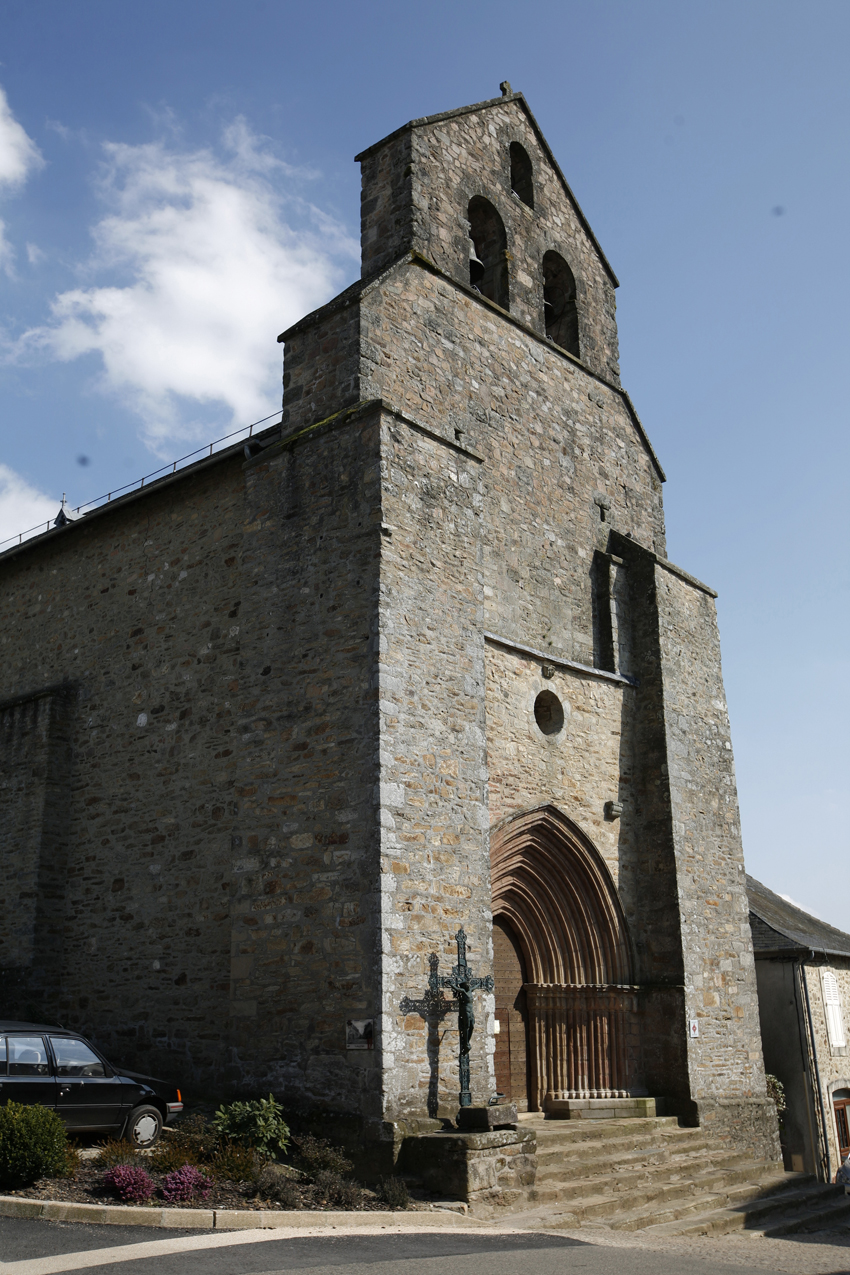
Kościół św. Katarzyny w Masseret, 2008

Masseret – miejscowość i gmina we Francji, w regionie Nowa Akwitania, w departamencie Corrèze.
Według danych na rok 1990 gminę zamieszkiwało 669 osób, a gęstość zaludnienia wynosiła 49 osób/km² (wśród 747 gmin Limousin Masseret plasuje się na 196. miejscu pod względem liczby ludności, natomiast pod względem powierzchni na miejscu 481.).